# تحسين متقطع
التحسين المتقطع هو فرع في ميدان التحسين في الرياضيات التطبيقية وعلم الحاسب.

## نطاقه
على عكس التحسين المستمر ببعض أو كل المتغيرات المستخدمة في أي برنامج رياضي تكون متغيراته متقطعة، لنفترض فقط مجموعة متقطعة من القيم، مثل الأعداد الصحيحة.

## فروع
هناك ثلاثة فروع بارزة للتحسين المتقطع:
- التحسين التوافقي، والذي يشير إلى مشاكل الرسوم البيانية، وغيرها من الهياكل المنفصلة.
- برمجة الأعداد الصحيحة.
- برمجة القيد.

تتشابك جميع هذه الفروع بشكل وثيق ولكن نظرًا لأن العديد من مشكلات التحسين التوافقي يمكن تصميمها كبرامج عدد صحيح مثل (أقصر مسار) أو برامج القيود، يمكن صياغة أي برنامج قيد كبرنامج عدد صحيح والعكس صحيح، ويمكن غالبًا إعطاء برامج الأعداد الصحيحة تفسيرًا إندماجيًا.